# Foss kyrka
Foss kyrka är en kyrkobyggnad som ligger i västra delen av Munkedals kommun. Den tillhör sedan 2022 Munkedals församling (tidigare Foss församling) i Göteborgs stift. 

## Historia
Kyrkan har anor från medeltiden och är omnämnd år 1157 av Snorre Sturlasson. Det året ska den norske kungen Öystein Haraldsson ha blivit nedhuggen utanför Foss kyrka och därefter blivit begraven mitt i det som fortfarande utgör kyrkans stomme. 

## Kyrkobyggnaden
Av medeltidskyrkan återstår idag endast långhuset. Vid en ombyggnad 1733-1734 tillkom koret och ett trävalv, som förnyades 1890 och 1928. År 1878 tillkom klocktornet i trä. 
Under den omfattande restaureringen 1929, som leddes av Axel Forssén, fick kyrkan sitt nuvarande utseende med ett långsträckt långhus, högt, tegeltäckt sadeltak, tresidigt avslutat kor med sakristia och ett lågt, smalt trätorn med pyramidformad spira i väster. Innertaket bemålades 1928 av konstnären Kristian Lundstedt. 

## Inventarier
- En kopia av kyrkans triumfkrucifix från 1500-talet hänger ovanför dopfunten. Originalet förvaras vid Göteborgs stadsmuseum.  Triumfbågen togs bort i samband med utbyggnaden 1734-1735.[2]
- Altartavlan är utförd av Pehr Hörberg 1798 och avbildar korsfästelsen.
- Predikstolen är från 1717.
- Dopfunten är tillverkad 1705 av bildhuggaren Marcus Jäger den äldre och bemålad av Christian von Schönfeldt
- Ett silverkrucifix från 1300-talet.

## Foss gravkapell
Ett gravkapell av vitputsat tegel uppfördes 1934 efter ritningar av Axel Forssén.

## Bilder

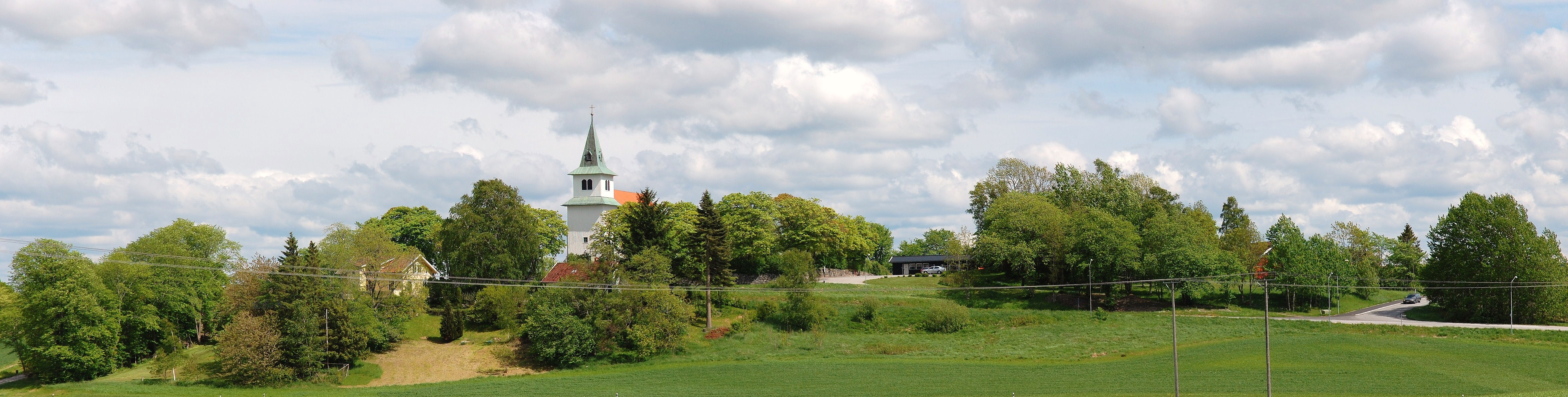
Foss kyrka sedd från väster.
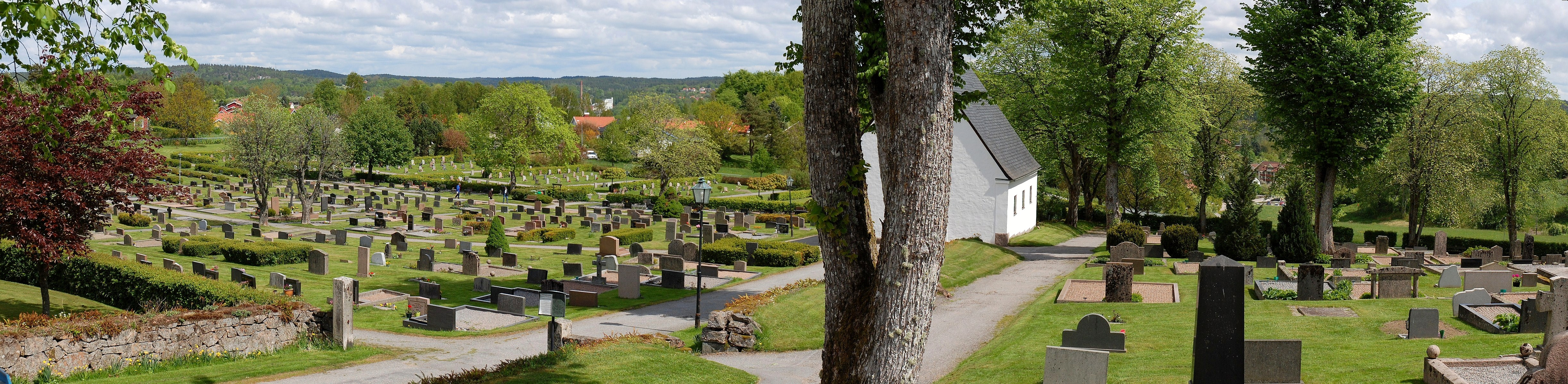
Foss kyrkogård med gravkapellet.

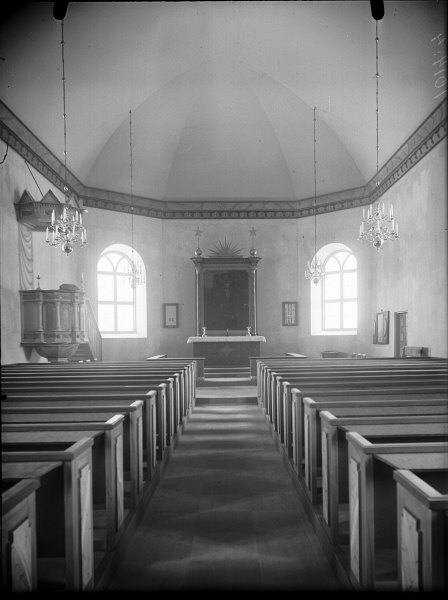
Interiör mot öster 1929.
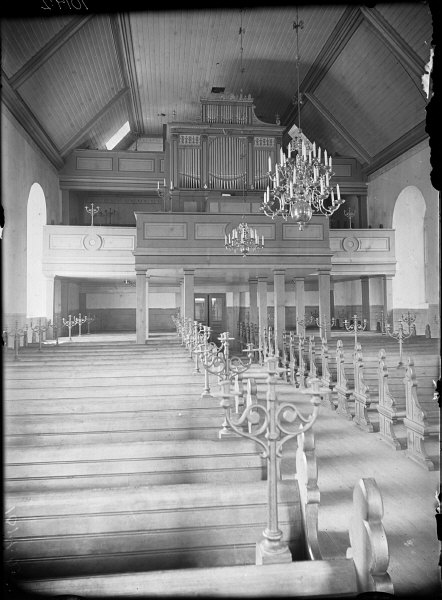
Interiör mot väster och orgelläktaren 1926.
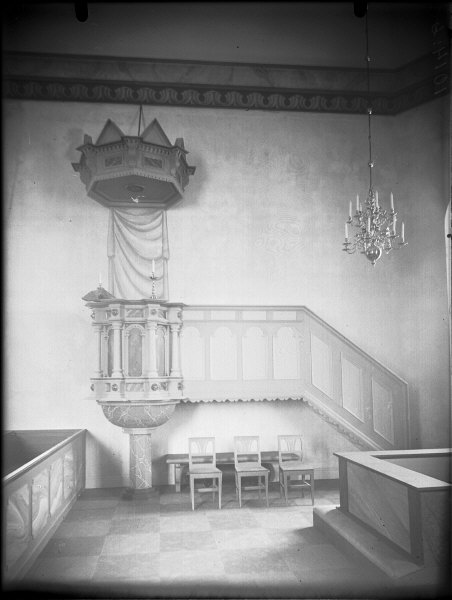
Den gamla predikstolen återuppsatt 1929.
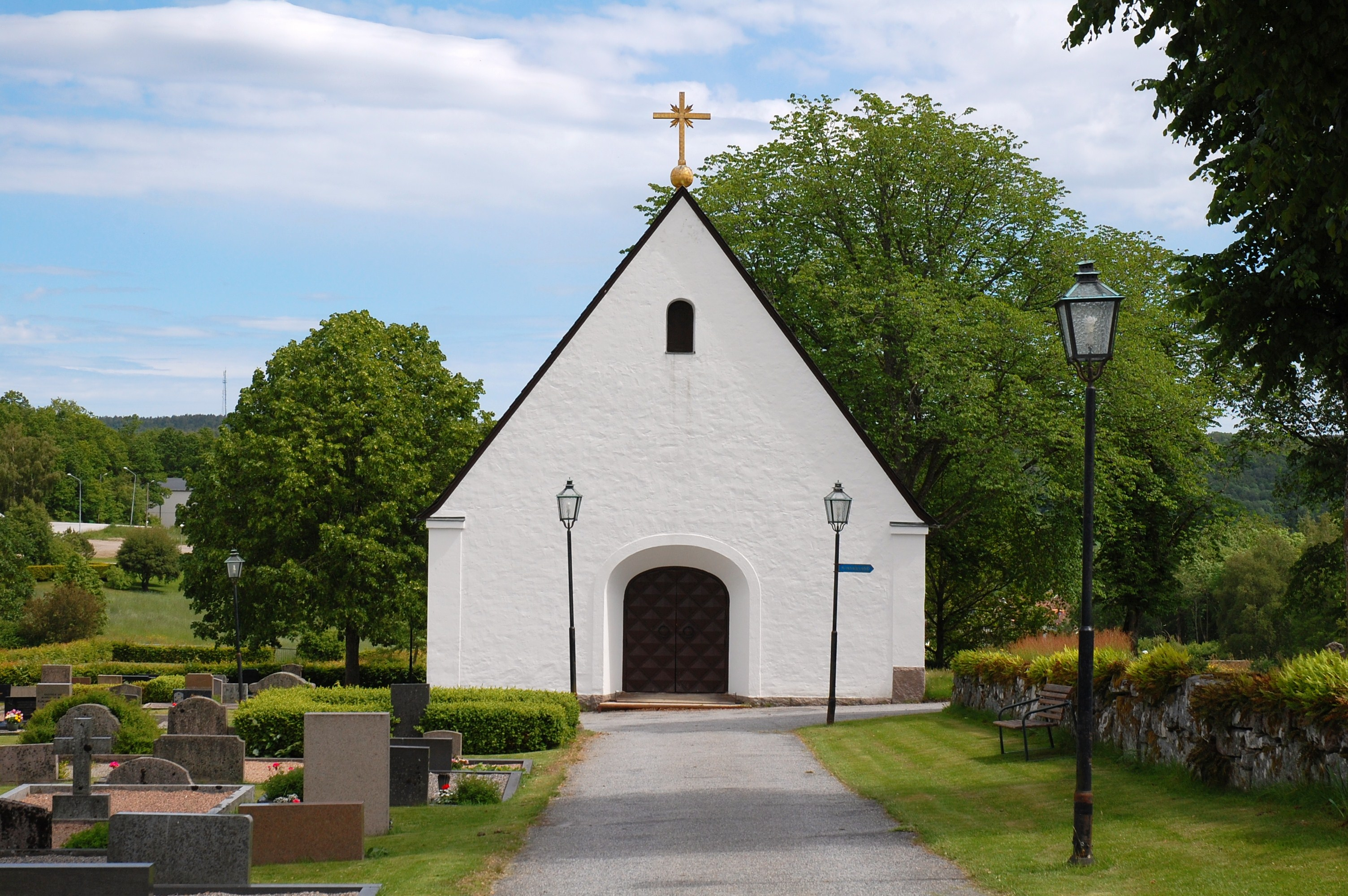
Foss gravkapell.